# Girolamo Savonarola

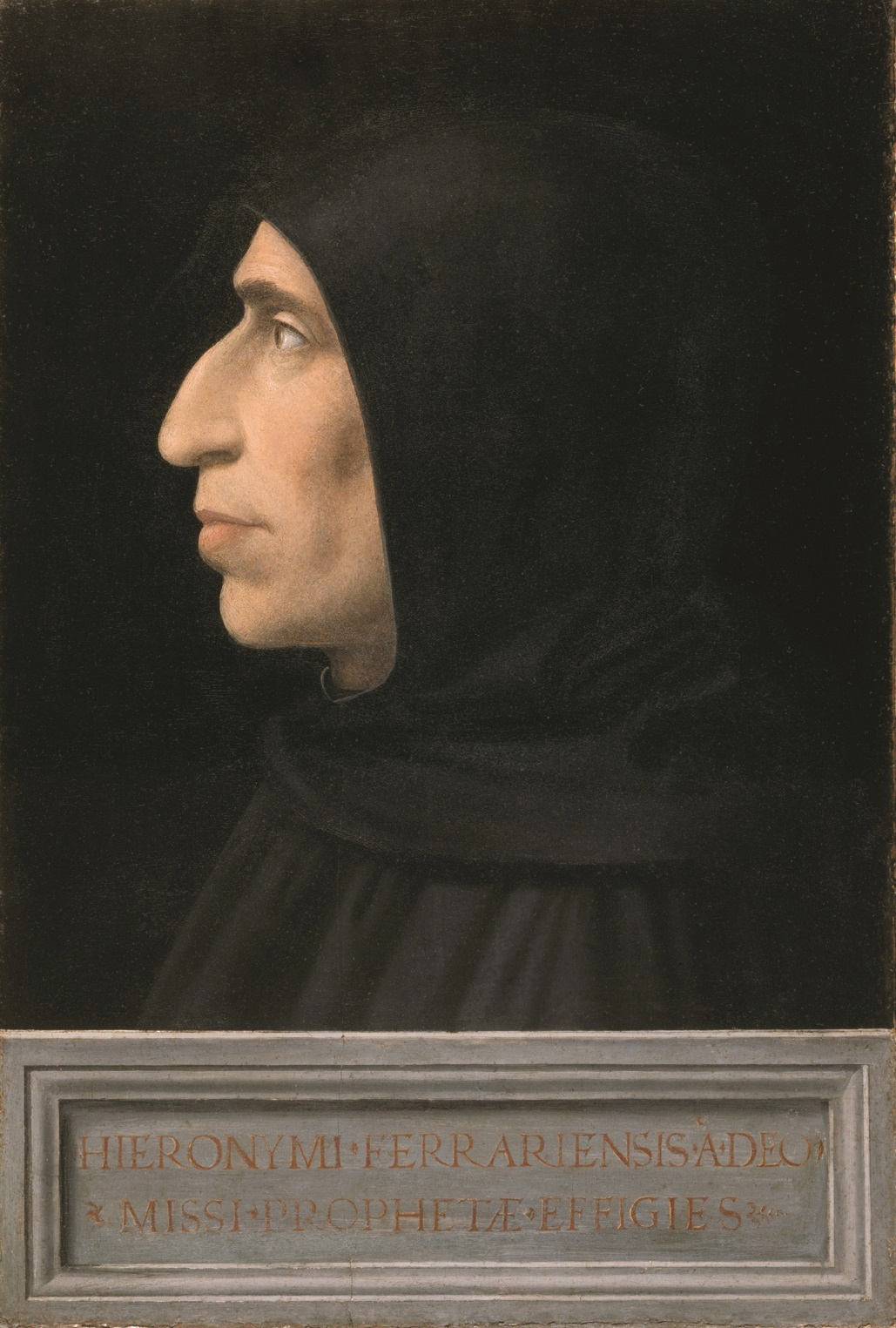
Portret van Girolamo Savonarola door Fra Bartolomeo

Girolamo Savonarola (Ferrara, 21 september 1452 – Florence, 23 mei 1498) was een dominicaan en van 1494 tot 1498 heerser over de Florentijnse Republiek.
Savonarola wordt vaak, met de Bohemer Jan Hus en de Engelsman John Wycliffe, tot de voorlopers van de Hervorming en het protestantisme gerekend, maar Savonarola bleef trouw aan de rooms-katholieke geloofsleer. Hij stond bekend om zijn antirenaissancistische boetepreken, boekverbrandingen en de vernietiging van kunstwerken, bekend als vreugdevuur van de ijdelheden. Zijn acties luidden de tijdelijke ondergang van de Medici-familie in als machthebbers van Florence. Hij kwam in conflict met paus Alexander VI, wat uiteindelijk tot zijn dood op de brandstapel leidde.

## Biografie

### Jeugd en opleiding
Girolamo Savonarola werd geboren in het gezin van Niccolò Savonarola en Elena Bonacorsi. Hij had twee zussen en was de derde van vijf broers. Hij werd in zijn jonge jaren gevormd door grootvader Michele Savonarola (1390-1468), een rijke arts met een strenge moraal en religieuze principes, die hoopte dat zijn kleinzoon arts zou worden. Savonarola was meer geïnteresseerd in de werken van Plato en Aristoteles, geciteerd door Thomas van Aquino en door de Bijbel. Als jongen van twintig (1472) schreef hij Canzona de ruina mundi, waarin hij het verval van de moraal beschrijft. In 1474 volgde de Canzona de ruina ecclesiae, waarin hij de kerk beschuldigt van haar arrogantie en misbruiken. In deze Canzona’s klinkt Savonarola’s heimwee door naar het ideaal van het vroege christendom.
Op 24 april 1475 trad Savonarola toe tot de Orde van de dominicanen in Bologna. In dit klooster San Domenico was Dominicus in 1221 overleden. Men handhaafde daar een strenge kloosterregel. In 1479 ging hij terug naar Ferrara om daar aan de universiteit theologie te studeren. Hij werd daar tot priester gewijd.
Vanwege vijandelijkheden tussen de hertog van Ferrara en de troepen van de paus moest de prior met de communiteit uitwijken naar het klooster San Marco in Florence. In dit klooster nam Savonarola de taak op zich van lector in de theologie en kreeg veel waardering. Hij bestudeerde de Apocalyps en Profeten van het Oude Testament en gaf daar lessen over. In 1485 en 1486 hield hij in Florence de vastenmeditaties waarin hij nadrukkelijk de kerk opriep zich te hervormen en te vernieuwen.
De magister-generaal van de orde, Joachim de Turriani (1487-1500) voorzag moeilijkheden met de familie de’ Medici bij deze trant van preken en hij plaatste Savonarola over naar Brescia (Lombardije). Van daaruit zette Savonarola zijn preektrant met groot succes door in Genua en Pavia en hij vond gretig gehoor bij de lagere middenklasse.
Lorenzo de’ Medici vroeg de magister-generaal, op advies van de filosoof Giovanni Pico della Mirandola, om Savonarola weer terug te plaatsen in Florence. Dat gebeurde en Savonarola preekte zo hartstochtelijk en indringend over het Laatste Oordeel dat de Kerk van San Marco te klein was en hij met verlof uitweek naar de Dom van Florence. In juni 1491 koos de communiteit van het convent San Marco Savonarola als prior. Hij maakte dit convent los van de Lombardische provincie met de bedoeling er een eigen klooster van te maken van de strenge observantie.

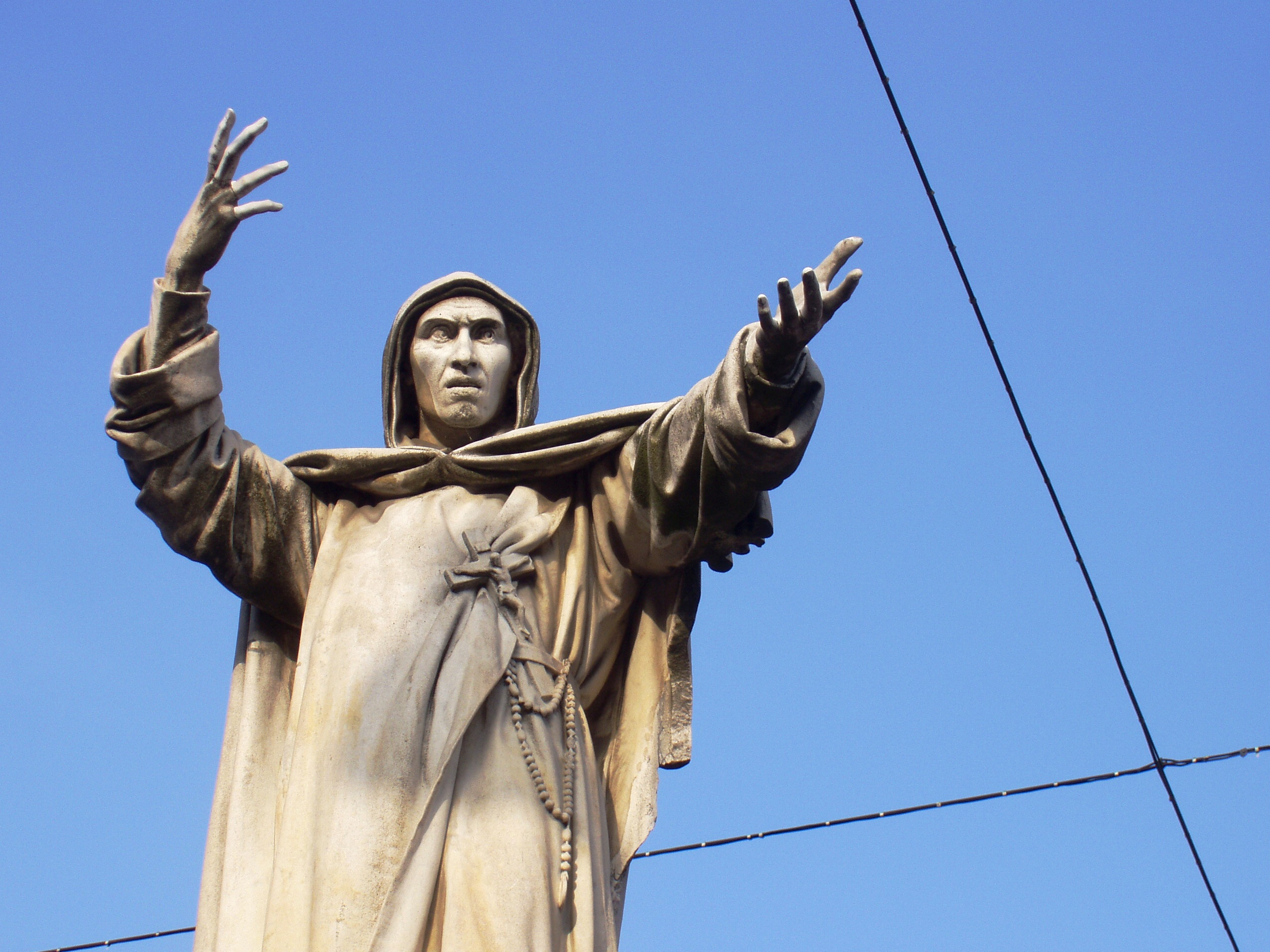
Standbeeld van Savonarola bij het Castello Estense in de binnenstad van Ferrara

### Boetepreken
Savonarola raakte steeds verder gedesillusioneerd in de toenmalige leiding van de Katholieke Kerk. Het in zijn ogen immorele gedrag en de zedeloosheid van kerkelijke hoogwaardigheidsbekleders van zijn tijd, het verkopen van aflaten, het schenden van het celibaat en de woekerende corruptie van de Vaticaanse curie zag hij als grote zonden. Daarom concentreerde hij zich in zijn studie meer en meer op de Bijbel, de mystici en de kerkvaders, waarbij hij vanaf ongeveer 1486 wereldse zaken als kunst of vermaak als zonden ging zien. Vanuit deze visie preekte hij in de Florentijnse San Marcokerk. Dit keer wist hij wel een blijvende indruk te maken: tijdens de missen die hij celebreerde zat de kerk altijd bomvol.
Savonarola was geen theoloog die vaste doctrines aanhing, in plaats daarvan leerde hij dat het beter is moreel en praktisch goed te handelen dan genot, luxe of andere zaken die hij als zondig zag, na te streven. Hij was een beschermeling van Lorenzo de' Medici, de machtigste man in de Florentijnse Republiek, patroon van vele bekende kunstenaars en artiesten van de Renaissance. Op zijn sterfbed (1492) liet De' Medici Savonarola roepen om hem de biecht af te nemen en het heilig oliesel toe te dienen. Later richtte Savonarola zich echter in zijn preken juist tegen Lorenzo de' Medici en zijn zoon Piero de' Medici, die zijn vaders leidende rol in de republiek had overgenomen.

### Savonarola aan de macht in Florence
Toen koning Karel VIII in 1494 Italië binnentrok leken de voorspellingen van Savonarola uit te komen. De bevelhebber van Florence, Piero de' Medici, was besluiteloos, de stad Florence was onverdedigbaar en capituleerde. De burgers verdreven Piero de’ Medici op 9 november 1494 met zijn aanhang naar Venetië en sloten vrede met Karel VIII, die na enkele dagen bezetting en de belofte van een aanzienlijke schenking wegtrok van de stad.
In deze desolate toestand had alleen Savonarola het gezag. Hij richtte een democratisch bestuur in en beschouwde Florence als de hoofdstad, stad Gods, van waaruit heel Italië, ook de kerk, zou worden hervormd. Hij was zelf geen lid van het bestuur (Signoria), maar adviseur van het nieuwe Florence. Zelf zag Savonarola erg op tegen deze taak. In een preek op de 4e zondag van de advent, 21 december 1494, in de Dom van Florence zegt hij: “Omdat ik vrij wilde zijn heb ik voor het celibaat gekozen; omdat ik in vrede wilde leven ben ik de haven van mijn kloosterorde ingevlucht (…) Toen zette de Heer mij op een schip en bracht mij tot midden op zee om daar te vissen. Nu sta ik hier, en nergens zie ik een haven waar ik kan binnenlopen. Ik was een vrij man (…) nu ben ik de slaaf van allen en ik zie me van alle kanten met oorlog en tweedracht geconfronteerd.
Na deze stappen bleek dat men in het bestuur (signoria) rekening moest houden met vier groepen:
1. De ‘Biggi’, die pleiten voor de terugkeer van de Medici.
2. De ‘Compagnacci’, jonge mensen die tegen het strenge regime van Savonarola waren en telkens zijn preken verstoorden.
3. De ‘Arabiati’, antidemocraten, ijverend voor de terugkeer van de Medici.
4. De ‘Lauwen’, zo’n 5.000 leden van de geestelijke stand, die zich door Savonarola geïntimideerd voelden.

De invloed van Savonarola was zo groot en zo plotseling dat deze vier partijen moesten wachten op het moment dat ze één front konden vormen. Op 8 september 1495 sommeerde paus Alexander VI Savonarola om onmiddellijk naar Bologna te gaan op straffe van excommunicatie. Op 16 oktober kwam een brief, waarin hem verboden werd nog te preken, maar Savonarola’s populariteit groeide. Op weg naar de Dom te Florence omstuwde hem een grote groep jongelui, zodat hij daar beschermd kon komen.
Paus Alexander VI bood hem de waardigheid van kardinaal aan, waarop Savonarola zei: “De rode kardinaalshoed? Ik verkies liever een hoed van bloed.” In een brief van 7 november 1496 hief de paus de onafhankelijke status van het San Marcoklooster op, waarvan Savonarola prior was. Als hij dit niet accepteerde was hij geëxcommuniceerd.
In de carnavalstijd van 1497 riep Savonarola de mensen van Florence op om alle ijdelheden (sieraden, schilderstukken, feestkleding, pruiken, speelkaarten en speeltafels) te verbranden op de Piazza della Signoria. Daar werd gevolg aan gegeven. Dit werd herhaald in de carnavalstijd van 1498 toen ook boeken, schilderwerk van Sandro Botticelli en Fra Bartolomeo in vlammen opgingen.
Na twee misoogsten van graan, met als mogelijk gevolg hongersnood, zonnen de partijen op een moordaanslag. Toen op Hemelvaartsdag 1497 Savonarola op weg was naar de Dom, probeerde de partij van de Compagnaci hem te doden, maar Savonarola had een te grote groep om zich heen. Ze probeerden tegen het einde van de preek door veel lawaai te maken paniek te zaaien onder de luisteraars in de Dom, maar Savonarola bleef koelbloedig en de aanslag mislukte. De partij van de Palleschi viel het San Marco-klooster aan in de nacht vóór Maria Hemelvaart, 15 augustus 1497. De aanslag mislukte en Savonarola liet vijf hoofdverdachten arresteren en stemde in met hun onthoofding.
In de zomer van 1497 brak de pest uit in Florence. Elke dag stierven zo’n honderd mensen; de kinderen werden gespaard. Savonarola greep dit feit aan en preekte dat de toekomst van de kerk en maatschappij lag in de handen van kinderen en jonge mensen. De ouderen probeerden complotten te smeden om Savonarola uit de weg te ruimen, maar deze preekte dat het nu de tijd werd voor de grote vernieuwing. Groepen in de Signoria hielden de paus tegen om een banvloek over de stad uit te spreken, want dan zou de stad geïsoleerd worden, zodat er geen geld- en handelsverkeer mogelijk was.
De Signoria besloot op voorstel van de franciscaan Francesco di Publia, het pleit te beslechten door een godsoordeel, dat op zaterdag vóór Palmzondag, 17 april 1498, zou plaatsvinden. Toen Savonarola weigerde daaraan mee te werken, bood zijn medestander Domenico de Pescia zich aan om voor ‘hem door het vuur te gaan’. Er waren zeven stellingen geformuleerd.
Maar voordat dit 'Godsoordeel' zou beginnen waren er vele juridische en theologische geschilpunten, die niet werden opgelost. Toen tegen de avond ook nog een onweer losbarstte, besloot de Signoria de test af te gelasten, tot grote onvrede van de bevolking, die meende dat Savonarola hierachter zat. Op Palmzondag 8 april 1498 bestormden leden van de partijen 'Arabiati' en 'Palleschi' het San Marcoklooster en namen Savonarola, Domenico de Pescia en Silvester Maruffi, "een labiele gewichtigdoener", gevangen en sloten ze op in de kerkers.

### Rechtszaak en executie
Het verzoek van paus Alexander VI Savonarola uit te leveren werd door de Signoria afgewezen. Ze vonden het beter dat Savonarola te midden van de Florentijnen werd gedood. De paus verzocht toelating van waarnemers. De magister-generaal, Joachim Turriani, en de advocaat van de Curie, Francesco Romolina, kwamen naar Florence en werden toegelaten.
In de rechtszaak luidden de aanklachten tegen Savonarola: ketterij, het veroorzaken van een kerkschisma, het preken over ontoelaatbare zaken en het aantasten van de pauselijke autoriteit. Savonarola en zijn twee medewerkers legden, na martelingen op de strekbank, uiteindelijk een bekentenis af. De beulen lieten alleen Savonarola's rechterarm ongemoeid, zodat hij in staat bleef zijn handtekening te zetten.
Na het oordeel van de kerkelijke rechtbank, werd Savonarola overgedragen aan de wereldlijke rechtbank die het vonnis – dood door ophanging en vuur - uitvoerden op de Piazza della Signoria op de dag vóór Hemelvaart, woensdag 23 mei 1498. Zo vonden Savonarola, Domenico de Pescia en Silvester Maruffi, na van hun ordegewaad ontdaan te zijn, de dood. De uitvoerders van het vonnis pookten de vuren nog eens hoog op zodat geen resten van de lichamen over waren en gooiden de as in de Arno om te voorkomen dat er resten overbleven die als relieken zouden gaan dienen.
In gevangenschap schreef Savonarola twee van zijn bekendste werken. Infelix Ego, een meditatie over Psalm 51, voltooide hij vlak na zijn bekentenis op 8 mei. Hij vraagt God hierin om vergeving voor het feit dat hij aan de fysieke druk van de martelingen bezweken was en misdaden had bekend waaraan hij geloofde onschuldig te zijn. Op de dag van zijn executie, 23 mei 1498, was hij nog bezig aan Tristitia obsedit me, een meditatie over Psalm 31.
De geschiedschrijver Jacopo Nardi, die getuige was van de executie, schreef dat de beul die het vuur aanstak daarbij uitriep dat degene die hem had willen verbranden nu zelf dit lot onderging. Een andere getuige, Lucca Landucci, schreef dat de verbranding een paar uur duurde, waarbij de beulen de as een aantal keer omwoelden en met nieuw hout bedekten, zodat aanwezige vroegere aanhangers van Savonarola niet in staat zouden zijn stoffelijke resten te bemachtigen die dan als relieken bewaard zouden blijven. De as van het vuur werd bij de Ponte Vecchio in de Arno verstrooid. Ook Niccolò Machiavelli was getuige van de executie en heeft deze beschreven.

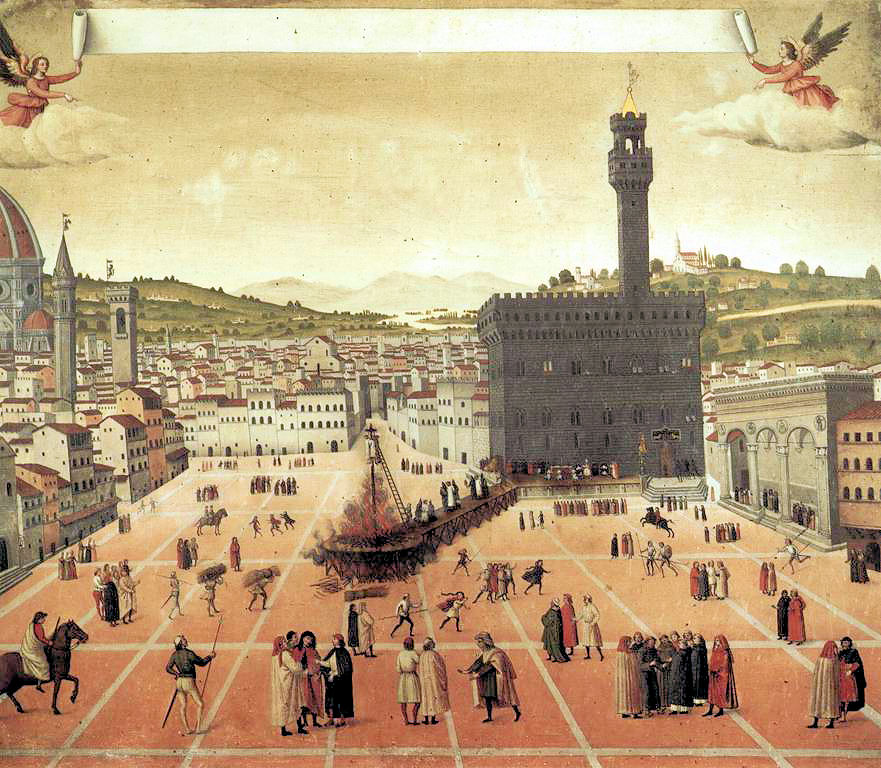
Tekening van de executie van Savonarola en zijn twee medewerkers in 1498, onbekende kunstenaar.

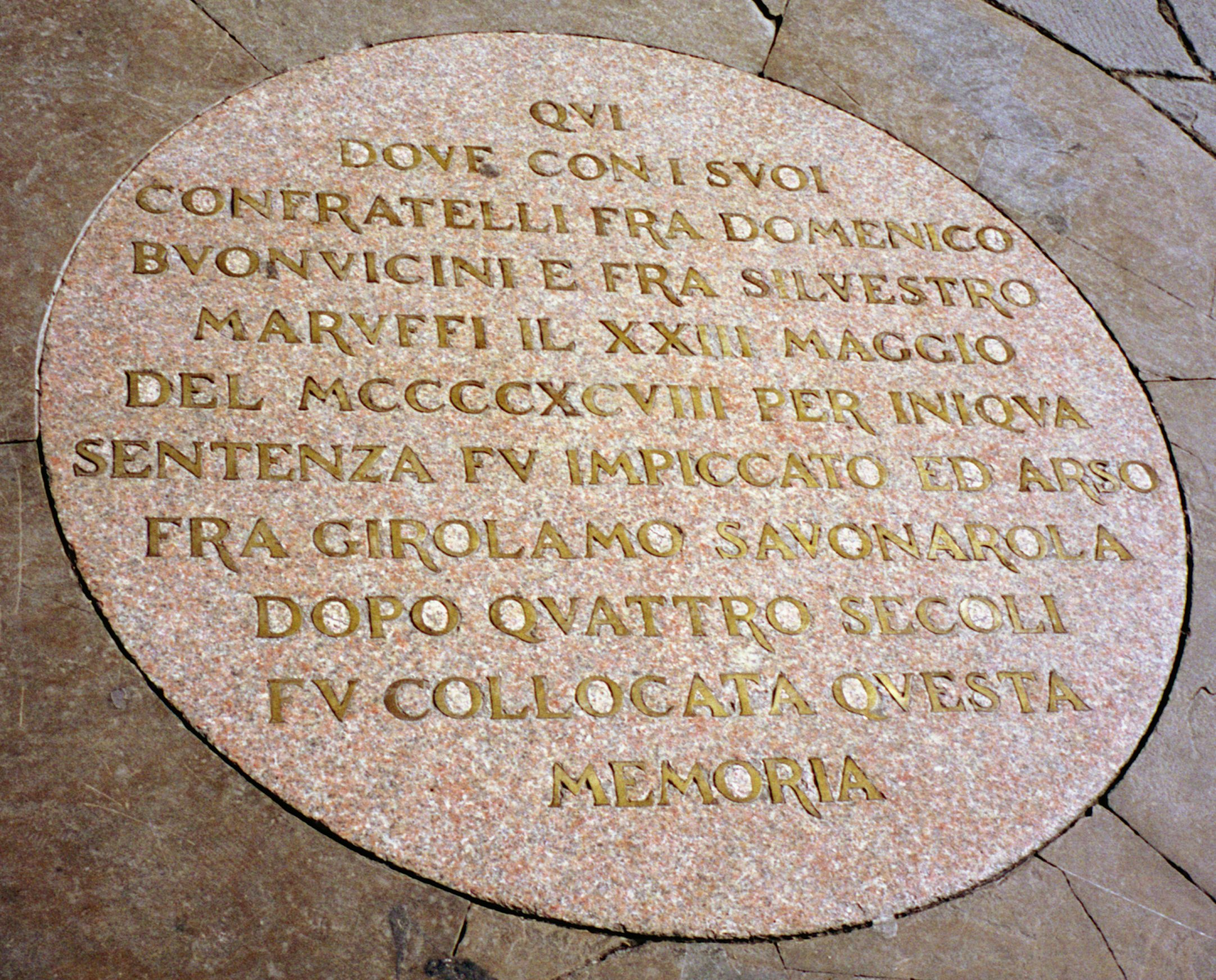
Een plaquette op het Piazza della Signoria markeert de plaats van executie.

## Nalatenschap
Hoewel hij soms tot dezelfde categorie gerekend wordt als reformatoren als Luther en Calvijn, was Savonarola eigenlijk geen kerkhervormer, hij wilde slechts de zedeloosheid bestrijden die in zijn visie bestond binnen de kerk. Evenmin als Luther wilde hij een afsplitsing van de Katholieke Kerk veroorzaken. Hij bleef trouw aan de kerkelijke traditie en ook aan de sacramenten- en heilsleer van de katholieke concilies.
Het eigenmachtige optreden van Savonarola dat bepaald hardhandig en radicaal mag heten, valt niet eenvoudig positief of negatief te beoordelen. Het Florence in de tijd van Savonarola is beschreven in De geboorte van Venus, een roman van Sarah Dunant. Na zijn dood zouden de De' Medici's weer aan de macht komen in Florence.
Savonarola's preken, die bol stonden van dood, verderf en de verwachte apocalyps of eindtijd, leidden onder andere bij de jonge Michelangelo en Pico della Mirandola tot grote bewondering, gevolgd door innerlijke tweestrijd. Enerzijds dienden zij de kunst af te zweren, maar anderzijds moesten zij via de kunst Savonarola's visioenen van dood en verderf tonen. Zo vindt Savonarola paradoxaal genoeg zijn weg als belangrijk beïnvloeder van de progressiefste kunst uit zijn tijd.
Reeds in 1558 verklaarde paus Paulus IV dat de dominicaner pater Savonarola niet schuldig was geweest aan ketterij of schisma.
In 1949 en opnieuw in 2007 maakte de Dominicaner Orde bekend, dat zij een onderzoek tot zaligverklaring van hun confrater Savonarola wilden instellen in het Vaticaan. De jezuïeten verklaarden zich echter tegenstander van deze zaligverklaring. Volgens hen is de agitatie van Savonarola tegen de toenmalige paus een onvergeeflijk delict geweest. Reeds Ignatius van Loyola liet daarom strijdschriften van de hand van Savonarola in de jezuïetenscholen verbieden en verbranden.

### In de fictie
In het boek Een Venetiaans geheim van Ian Caldwell en Dustin Thomason wordt uitgebreid verwezen naar Savonarola en zijn invloed op de samenleving van die tijd.
In het boek Het Sixtijns Geheim van Philip Vandenberg komt de tweestrijd van Michelangelo naar aanleiding van het handelen van de kerk richting Savonarola aan de orde.
In het Ubisoft-spel Assassin's Creed II komt Savonarola in het bezit van een krachtig artefact, waarmee hij Florence onder de duim houdt. Uiteindelijk wordt hij gedood door Ezio Auditore da Firenze, die het artefact terugneemt.
De roman De verleidster van Florence van Salman Rushdie schetst een geromantiseerd beeld van het culturele en sociale leven in de stad tijdens en na de regeerperiode van Savonarola.
De roman Romola van de Engelse schrijfster George Eliot speelt in het Florence van Savonarola. Savonarola is zelf een van de hoofdpersonen in het boek.
Ook de Nederlandse literatuur heeft een roman over Savonarola: Een vinger op de lippen van Pierre H. Dubois. Het boek bevat zogenaamd de nagelaten bekentenissen van Savonarola (die hier Lorenzo Vitelli wordt genoemd).
In de televisiereeks The Borgias speelt Savonarola een belangrijke rol.
- Bibsys: 90516556
- Biblioteca Nacional de España: XX1722414
- Bibliothèque nationale de France: cb11930061p (data)
- Catàleg d'autoritats de noms i títols de Catalunya: 981058519946906706
- CiNii: DA02229396
- Gemeinsame Normdatei: 118605933
- International Standard Name Identifier: 0000 0001 2139 7316
- Library of Congress Control Number: n50080411
- Nationale Bibliotheek van Letland: 000083045
- MusicBrainz: d9fa7a13-87ec-40c0-8495-50e37991a4fc
- Bibliotheek van het Japanse parlement: 00621437
- Nationale Bibliotheek van Tsjechië: jn20000604808
- Nationale bibliotheek van Australië: 35292646
- Nationale Bibliotheek van Israël: 987007267536505171
- Nationale Bibliotheek van Polen: a0000001184213
- Nationale en Universitaire bibliotheek Zagreb: 000085091
- Nederlandse Thesaurus van Auteursnamen: 069050937
- Istituto Centrale per il Catalogo Unico: CFIV013111
- LIBRIS: 245862
- SNAC: w69z9980
- Système universitaire de documentation: 027208656
- Trove: 900428
- Union List of Artist Names: 500241804
- Virtual International Authority File: 74117553
- WorldCat: E39PBJjdb69Ht9cDRJvr89F3Qq